# Flora Capensis; being a systematic description of the plants of the Cape Colony, Caffraria, & port Natal
Flora Capensis (abreviado Fl. Cap. (Harvey)) es un libro ilustrado con descripciones botánicas que fue escrito por el médico y botánico irlandés William Turner Thiselton Dyer. Fue publicado en Londres en 7 volúmenes desde el año 1860 al 1933, con el nombre de Flora Capensis; being a systematic description of the plants of the Cape Colony, Caffraria, & port Natal. 

## Publicación
- Volúmenes nº 1-3 por W. H. Harvey y O. W. Sonder;
- Volúmenes nº 4-7 por various botánicos, editados por  W. T. Thiselton-Dyer;